# Tuineje
Tuineje és un municipi situat al sud-est de l'illa de Fuerteventura, a les illes Canàries. Els principals nuclis de població són Gran Tarajal, Tarajalejo, Tesejerague i Tuineje.

## Economia
L'economia en Tuineje es basi en l'agricultura de tomàquet i farratgeres (primer productor insular) i en la ramaderia (carn de cabra i formatges). Cobra també un paper rellevant el sector turístic. Destaquen les platges de Gran Tarajal, Tarajalejo, Giniginámar i Les Playitas.

## Història
Va ser depenent del municipi de Betancuria fins a finals del segle xviii. Es constituïx en municipi en 1872 gràcies a les Corts de Cadis. En 1740, durant la guerra anglo-espanyola, corsaris anglesos desembarquen en el poble per a realitzar saquejos. No obstant això, i a pesar del seu desavantatge en armament, els nadius aconsegueixen una victòria sobre els invasors. Mesos més tard es tornen a reproduir els esdeveniments amb igual resultat. Aquesta batalla es coneix com a Batalla de Tamasite o de Pla Florido.

## Edificis d'interès
- Ermita de San Marcos, de finals del segle xvii.
- Església de San Miguel Arcángel: data del segle xviii.
- Ermita de San José, en Tesejerague: data de la primera meitat del segle xviii.
- Forn de Calç, en Gran Tarajal, construït en 1953, és el més gran de Fuerteventura.

## Espais protegits

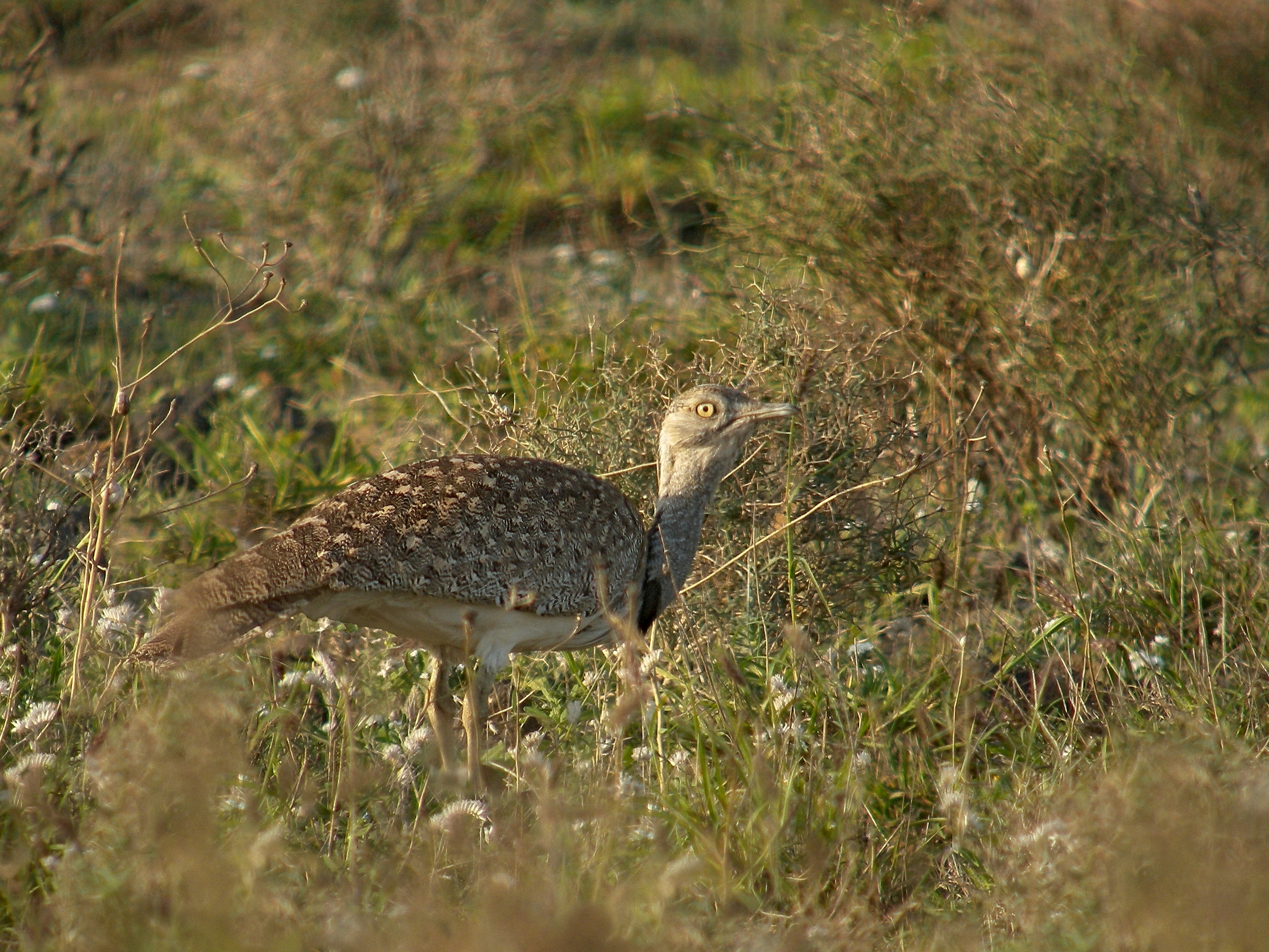
Hubara canària

Espais compartits amb altres municipis de l'illa: 
- Paisatge Protegit del Malpaís Gran: camp de rentes d'emissions volcàniques.
- Monument Natural de Cuchillos de Vigán: reducte d'espècies amenaçades com l'guirre, l'àguila pescadora i el falcó de berberia.
- Parc Rural de Betancuria: de gran interès faunístic i refugi també per a diverses rapaços amenaçades.
- Monument Natural de Caldera de Gairía: con volcànic d'erupció recent.

## Tuinejencs il·lustres
- Eustaquio Gopar, un d'"Els Últims de les Filipines", que al seu retorn, va arribar a ser alcalde de la població durant diversos períodes.